# Lucio Accio
Lucio Accio o semplicemente Accio (in latino Lucius Accius; Pesaro, 170 a.C. – Roma, 84 a.C. circa) è stato un poeta e drammaturgo romano.
Figlio di genitori liberti, fu uno dei più prolifici tragediografi della letteratura latina. Tuttavia delle sue opere non restano che frammenti: circa 750 versi e 44 titoli di cothurnatae, tragedie mitologiche; fu autore anche di alcune praetextae, tragedie di ambientazione romana. L'anno della sua morte è sconosciuto, ma deve essere vissuto fino a tarda età, poiché Cicerone (nato nel 106 a.C., quindi 64 anni più giovane) scrive di aver conversato con lui su argomenti letterari.

## Biografia
Ultimo esponente del genere tragico arcaico, nacque da genitori liberti nel 170 a.C. a Pesaro, in occasione di una adscriptio novorum colonorum ed esordì come autore nel 140 a Roma in gara contro Pacuvio, più anziano di lui.
Verso il 135 visitò Pergamo per poter meglio conoscere la cultura greca di quel periodo e, tornato a Roma, divenne uno dei principali esponenti del collegium poetarum (Corporazione dei poeti), tanto da raggiungere una certa notorietà, proponendosi non solo come teatrante, come era invece ad esempio Plauto, ma come grammatico: questa sua fama è testimoniata da un curioso aneddoto, nel quale è riportato che ebbe il coraggio di richiedere che venisse eretta un'enorme statua a sua somiglianza nella sede del collegium poetarum, nonostante la sua bassa statura; anche a causa di questi comportamenti si guadagnò gli attacchi di Caio Lucilio, il noto poeta satirico che era legato al Circolo degli Scipioni.
Tra queste due occupazioni, Accio tenne scuola fino almeno all'inizio degli anni Ottanta, quando fu ascoltato da Cicerone, mentre sospese l'attività drammaturgica nel 104, con il Tereus. Il poeta, comunque, morì verosimilmente a Roma intorno all'85 a.C.

## Opere

### Teatro
Pur essendo stato il più prolifico tragediografo della letteratura latina, di Accio non restano che frammenti: circa 750 versi e 44 titoli di cothurnateae, tragedie mitologiche; fu autore anche di alcune praetextae, tragedie di ambientazione romana.
Tra le cothurnatae, restano più di una quarantina di versi di Epigoni, Eurysaces, Philocteta Lemnius; circa venti versi da Armorum iudicium, Astyanax, Atreus, Bacchae, Epinausimache, Medea, Phoenissae, Telephus; meno di venti da Achilles, Aegisthus, Agamemnonidae, Alcestis, Alcmeo, Alphesiboea, Amphitryo, Andromeda, Antenoridae, Antigona, Athamas, Chrysippus, Clutemestra, Deiphobus, Diomedes, Erigona, Eriphyla, Hecuba, Hellenes, Melanippus, Meleager, Minos, Myrmidones, Neoptolemus, Nyctegresia, Oenomaus, Pelopidae, Persidae, Phinidae, Prometheus, Stasiastae, Tereus, Thebais, Troades.
Tra le praetextae, risulta significativa il Brutus, in cui narrava la vicenda di Lucio Giunio Bruto, capo della rivolta contro i Tarquini. Com'era tipico delle preteste, anche il Brutus aveva un legame celebrativo con il presente: un discendente di Bruto, infatti, trionfò sui Galleci dell'Iberia nel 136 a.C.. Dell'opera rimane il passaggio sul sogno di Tarquinio il Superbo, premonizione sulla futura grandezza dell'Impero Romano e della sua caduta.
Il Decius sive Aeneadae trattava, forse, del nobile sacrificio (devotio) di Publio Decio Mure alla battaglia di Sentino (295 a.C.).
Per quanto riguarda la forma dei suoi testi, Accio viene considerato uno scrittore abile nell'utilizzare i mezzi tecnici e stilistici più disparati, tra cui brilla la sua abilità nell'uso di assonanze e allitterazioni.

### Erudizione
Accio non fu soltanto tragediografo, ma anche poeta e filologo, anche se poco sappiamo delle sue opere erudite.
Nei Didascalica, in nove libri, un misto di prosa e versi sotadei, rifletteva sulla storia del teatro greco e romano e problemi cronologici di letteratura; di consimile argomento dovevano trattare i Pragmatica, in almeno due libri, in versi trocaici.
Di carattere ancora erudito, forse sul calendario romano, gli Annales in esametri, di cui resta un frammento di tono eziologico sui Saturnali romani.
Come grammatico, Accio intendeva proporre una serie di riforme ortografiche impostate secondo la teoria dell'analogia, ossia la tendenza purista e conservatrice che propugnava una lingua modellata su quella dei classici.